# Юртабад
40°50′54″ пн. ш. 72°26′51″ сх. д. / 40.848333333333° пн. ш. 72.4475° сх. д.
Юртабад (колишній Равват; узб. Юртобод, Yurtobod) — міське селище в Узбекистані, в Андижанському районі Андижанської області.
Населення 6498 мешканців (2016).. Статус міського селища з 2009 року.